# Юлиан Куюмджиев
Юлиан Стоянов Куюмджиев е български музиколог, преподавател и автор на книги в областта на музиката.

## Биография
Роден е на 20 юли 1959 г. в Бургас. Завършва Средното музикално училище (сега НУМСИ „Проф. Панчо Владигеров“) в родния си град през 1978 г. със специалност цигулка и Българската държавна консерватория през 1984 г. със специалност „Музикознание“, профил „История на музиката“.
През 1994 г. специализира в областта на образователните технологии в Гьотинген и Бон, Германия.
В периода 1998 – 2001 е докторант в Института за изкуствознание (по-късно Институт за изследване на изкуствата) в БАН. През 2002 г. защитава дисертация на тема „Многогласната литургия в българската музика (1878 – 30-те години на ХХ век)“ и му е присъдена научната и образователна степен доктор по музикознание и музикално изкуство.

## Кариера
От 1984 до 1992 г. работи като преподавател по музикалнотеоретични дисциплини (история на музиката и полифония) в СМУ – Пловдив (днес НУМТИ „Добрин Петков“). Участва в екип, който осъществява експериментална дейност в областта на интеграцията между литература, история на музиката и история на изкуството и реализира серия от интегрални уроци. Като резултат от тази дейност възниква пособието „Старогръцкият театър като синтетично изкуство“ (съвместно с литераторката Мария Проданова).
От 1984 г. е хоноруван преподавател в Академията за музикално, танцово и изобразително изкуство в Пловдив, от 2005 г. е доцент, а от 2013 г. – професор в академията.
Преподавал е и в Националното училище за музикално и сценично изкуство „Христина Морфова“ в Стара Загора (2001 – 2005), в Нов български университет (1999 – 2014), в Богословския факултет на Софийския университет „Св. Климент Охридски“ (2011 – 2012).
От 1992 до 1994 г. е главен експерт в отдел „Училища по изкуствата и културата“ в Министерството на културата. Организира семинари и конференции за преподавателите в тези училища, създава нещатен инспекторат по общообразователна подготовка в училищата по изкуствата и културата, издава сборници с методически и научни разработки на преподаватели.
В периода септември 1994 – ноември 1997 г. е директор на Средното музикално училище в Пловдив, сега Национално училище за музикално и танцово изкуство, което по негова инициатива през 1995 г. приема името на големия български музикант Добрин Петков. Създава и организира Първия национален конкурс за цигулари „Добрин Петков“ (1995) и Първия национален конкурс за френска музика (1997).
Организира турнета на Камерния оркестър на училището в Норвегия (1995), Македония (1995), Германия (1996), Белгия (1996) и Гърция (1997). По негова идея е осъществен концерт на Камерния оркестър на училището в Народното събрание по случай Националния празник на България (на 2 март 1997) и концерти със световноизвестните музиканти Минчо Минчев, Стойка Миланова, Петко Радев, с камерна капела „Полифония“.
По поръчка на Юлиан Куюмджиев големият български композитор Иван Спасов създава „Miserere“ за два сопрана, женски хор и камерен оркестър, чиято премиера е осъществена с участието на Камерния оркестър на училището (януари 1996), а през април 1996 г. произведението е изпълнено в НДК и излъчено директно по Канал 1 на БНТ.
Автор е на филма „Докато сърцето ми бие…“, посветен на дългогодишната преподавателка в училището и негова дарителка Нена Михлюзова, излъчен по Канал 1 на БНТ през февруари 1998 г.
През 1998 и 1999 г. е координатор и консултант във фондация „Райна Кабаиванска“ и работи лично със световноизвестната българска певица.
От 2011 г. е член на Управителния съвет на Съюза на българските композитори и председател на секция „Музиколози“, а от 2016 г. – председател на българската секция в International Musicological Society.
Зам-председател е на Съюза на българските музикални и танцови дейци от 2015 г.
В периода 2009 – 2014 г. е артистичен секретар на Международния фестивал на камерната музика в Пловдив.
От юни 2008 до декември 2011 г. е председател на Общото събрание на Академията за музикално, танцово и изобразително изкуство в Пловдив, а от декември 2011 до януари 2016 г. е зам.-ректор на академията по учебната дейност и акредитацията (а от 2014 г. и по научната дейност).
Председател е на Националната комисия на Националното състезание „Ключът на музиката“, организирано от МОН (2013, 2014, 2015, 2016, 2017 г.)

## Публикации
Има публикувани над 80 научни статии в различни специализирани периодични издания и научни сборници в България, Германия, Австрия, в т.ч. в немската енциклопедия Die Musik in Geschichte und Gegenwart.
Автор е на:
- „Многогласната литургия в българската музика“ (2003)
- „Опит на нов поглед към Христо Манолов“ (2005)
- „Кое е истинското българско църковно пеене?“ (2011)
- „Културноисторически аспекти на дискусията за истинското българско църковно пеене“ (2013)

Съавтор е на:
- „Старогръцкият театър като синтетично изкуство“ (1997)
- „Асен Диамандиев“ (2000)
- Немско-български музикален речник (2001)
- Речник на италианските музикални термини (2008)

Съставител и редактор е на редица научни сборници и книги.
От 1999 г. е главен редактор на специализираното списание за музика и танц „Музикални хоризонти“, издание на СБМТД. През последните години списанието получи три престижни награди – „Кристална лира“ (2012), „Златно перо“ на Класик ФМ Радио (2016) и Плакет на Съюза на българските журналисти (2016).
Член е на Съюза на българските журналисти. Като музикален критик и публицист има над 300 публикации в „Музикален живот“, „Българска музика“, „Музикални хоризонти“, „Музика vivа“, „Български музикални хроники“, „Китара“, „Култура“, „Литературен форум“, „Век 21“, „Демокрация“ и други периодични издания.

## Награди
- „Книга на годината“ на СБК (2001, 2002, 2004, 2009, 2010, 2015)
- „Кристална лира“ (2003)
- „Златното петолиние“ (2005)
- „Меденият чан“ на АМТИИ (2008)
- „Златна лира“ на СБМТД (2009)
- „Золотая муза“ (2012)
- Почетен знак „50 години Международен фестивал на камерната музика“ (2014)
- „Кристално огърлие“ на СБМТД (2014)
- Почетен знак на СБЖ (2015)
- Специална награда „Носители на просвета“ на Националното представителство на студентските съвети (2017)[5]